# Gore Slut
Gore Slut est un groupe belge de noise rock, originaire d'Anvers, dans la province d'Anvers, en Région flamande, actif entre 1995 et 2002.

## Histoire
Au début des années 1990, les membres du groupe, Rudy Trouvé, Jacki Billet et Dirk Belmans vivent dans une ancienne maison close du quartier des prostituées d'Anvers. Ils baptisent l'endroit Heavenhotel (plus tard également le nom de le label de Rudy Trouvé). Au Heaven Hotel, les trois artistes font de la musique et de la peinture. Au bout d'un an, ils quittent l'endroit parce qu'il recevait trop de visiteurs, souvent des invités qu'ils connaissaient à peine. Drant son existence, le groupe joue dans des festivals comme le Pukkelpop 2001.
Trouvé devient alors membre de dEUS. En 1996, après avoir abandonné dEUS, Rudy recommence à faire de la musique avec ses anciens colocataires. Gore Slut est l'un de ses projets. Quatre studio sortent : These Days Are the Quiet Kind (1997), Above the Lisa Drugstore (1998), Girl + Turtles (2001) et Stop (2001). Le groupe ne semble plus montrer signe d'activité depuis le début des années 2000.

## Discographie
- 1997 : These Days Are the Quiet Kind (Stickman Records)
- 1997 : A Little is Enough (CD promo ; Stickman Records)
- 1998 : Above the Lisa Drugstore (Psychobabble, Stickman Records)
- 1999 : Crawling to Target (CD promo ; Sun and Fun)
- 2001 : Imitation (CD promo ; Heavenhotel, Virgin)
- 2001 : Girl + Turtles (HeavenHotel, Virgin)
- 2001 : Stop (Heavenhotel, Virgin)